# Personnages dans À la croisée des mondes

Cette liste présente les personnages essentiels de la série À la croisée des mondes de Philip Pullman.

## Personnages principaux

### Lyra Belacqua
Lyra Belacqua est l'héroïne. Lyra, douze ans au début de la trilogie, est la fille de Lord Asriel et Marisa Coulter et vit dans un Oxford similaire au nôtre. Son Dæmon s'appelle Pantalaimon.
Le nom de « Belacqua » est celui d'un personnage de la Divine Comédie de Dante, une âme de l'antépurgatoire qui représente ceux qui attendent la dernière opportunité pour se tourner vers Dieu.
En 2007, dans le film À la croisée des mondes : La Boussole d'or (The Golden Compass), Lyra Belacqua est incarnée par l'actrice Dakota Blue Richards.
Dans l'adaptation en série télévisée de 2019, le personnage de Lyra Belacqua est interprété par l'actrice britannico-espagnole Dafne Keen.

### Will Parry
Will est le fils de John Parry, ex-Royal Marine et explorateur britannique disparu, et d'Elaine Parry, une femme qui souffre depuis la disparition de son mari de désordres mentaux, apparentés à la schizophrénie paranoïde et aux troubles obsessionnels compulsifs.
Il rencontre Lyra Belacqua dans une ville d'un autre monde, Cittàgazze. Par la suite, il devient le Porteur du Poignard subtil après son combat dans la Torre Degli Angeli (la Tour des anges) au cours duquel il perd deux doigt à sa main gauche.
Dans l'adaptation en série télévisée de 2019, il est interprété par Amir Wilson (en).

## Personnages secondaires

### Roger Parslow
Roger Parslow est le meilleur ami de Lyra, fils de domestique travaillent aux Cuisines de Jordan College. Son dæmon s'appelle Salcilla et prend souvent la forme d'un petit chien Terrier.
C'est en raison de sa capture que Lyra part à l'aventure vers le Nord, pour le libérer. En le séparant de son dæmon, causant sa mort, Asriel ouvre une porte vers d'autres mondes, dans le grand Nord à la fin du premier tome. Se sentant coupable, Lyra est déterminée à voyager dans le Monde des Morts pour s'excuser et le libérer. Elle réussit grâce à l'aide de Will, et ouvre une porte vers un autre monde pour permettre aux fantômes des morts de se libérer et de faire corps avec la nature.
Dans le film À la croisée des mondes : La Boussole d'or, il est incarné par Ben Walker. Dans la série télévisée de 2019 His Dark Materials : À la croisée des mondes, il est interprété par Lewin Lloyd.

### Famille Costa

#### Ma Costa
Ma Costa apparaît dans les Royaumes du Nord comme étant la mère de Billy Costa, un jeune gitan enlevé par le Conseil d'Oblation. Elle apparaîtra plus tard comme étant l'ancienne nourrice gitane de Lyra Belacqua, choisie par Lord Asriel en raison des affinités qu'il a avec les gitans. Elle est (avec Lyra alors trop jeune pour s'en souvenir) le seul témoin du duel entre Lord Asriel et Edward Coulter. C'est elle qui utilise (pour la première fois) pour parler de Lyra l'expression « tu as de l'huile de sorcière dans ton âme ». Elle semble pardonner facilement (elle n'en veut pas à Lyra d'avoir essayé de voler sa péniche) et être d'un caractère plutôt courageux, enjoué, maternel. Sa force de caractère se manifeste quand son fils Billy est enlevé par les Enfourneurs. Elle a deux fils, Tony (l'ainé) et Billy (le cadet).
Son dæmon est un grand chien gris/loup dont le nom n'est jamais mentionné. Dans le film À la croisée des mondes : La Boussole d'or, on peut souvent remarquer un faucon sur son épaule.
Elle n'apparaît que dans le tome 1 de la trilogie.
Dans le film À la croisée des mondes : La Boussole d'or, le rôle est donné à l'actrice Clare Higgins. Dans l'adaptation en série télévisée de 2019, le personnage est interprété par Anne-Marie Duff.

#### Billy Costa
Il se fait enlever par les Enfourneurs puis est sauvé par Lyra, en même temps que Roger et les autres enfants de Bolvangar. C'est le petit frère de Tony et le fils de Ma Costa.
Dans le film À la croisée des mondes : La Boussole d'or, il est incarné par Charlie Rowe. Dans l'adaptation en série télévisée de 2019, le personnage est interprété par Tyler Howitt.

#### Tony Costa
Il sauve Lyra quand elle s'enfuit de chez Mme Coulter et qu'elle est poursuivie par les Enfourneurs. C'est le grand frère de Billy et le fils de Ma Costa.
Dans le film À la croisée des mondes : La Boussole d'or, il est incarné par Steven Loton. Dans l'adaptation en série télévisée de 2019, le personnage est interprété par Daniel Frogson.

### John Faa
John Faa est le roi des Gitans qui vivent sur des péniches et voyagent à travers les canaux.
Quand des enfants de gitans sont capturés par le Conseil d'Oblation pour servir à des expériences dans la station expérimentale de Bolvangar, il prépare avec les chefs des clans une expédition pour aller secourir les enfants, emmenant Lyra avec lui.
Dans le film À la croisée des mondes : La Boussole d'or, le rôle est interprété par l'acteur Jim Carter. Dans la série télévisée de 2019 His Dark Materials : À la croisée des mondes, il est interprété par Lucian Msamati (en).

### Farder Coram
Coram Van Texel, connu sous le nom de Farder Coram, est le conseiller du roi des gitans, Lord Faa. Par sa sagesse et son savoir, il aide Lyra Belacqua dans sa lecture de l'aléthiomètre tout au long de leur périple vers le Nord.
C'est un ancien amant de la sorcière Serafina Pekkala, qui l'a sauvé autrefois. Son dæmon est un grand chat au pelage fauve, prénommé Sophomax.
Dans le film À la croisée des mondes : La Boussole d'or, le rôle est interprété par Tom Courtenay. Dans la série télévisée de 2019 His Dark Materials : À la croisée des mondes, il est interprété par James Cosmo.

### Serafina Pekkala
|  |

Serafina Pekkala est la reine du clan des sorcières du lac Enara, âgée de plus de trois cents ans. Son dæmon est une oie des neiges prénommée Kaisa et qui, comme tous les dæmons des sorcières, peut s'éloigner de son humain autant qu'il le souhaite.
Elle a une dette envers Farder Coram qui lui a autrefois sauvé la vie et c'est pourquoi elle vient en aide à Lyra et aux gitans dans leur voyage vers le Nord, d'autant plus qu'elle est hostile aux agissements du Magisterium et de Marisa Coulter. Elle révèle à Lyra que la conquête des mondes par le Magisterium entraînera une guerre dans laquelle elle jouera un rôle capital, pour ainsi accomplir son destin inscrit dans la prophétie des sorcières.
Serafina Pekkala intervient notamment pour sauver Lyra Belacqua et Will Parry des enfants voulant les tuer après que Will est devenu le porteur du poignard subtil dans le monde de Cittàgazze.
Dans le film À la croisée des mondes : La Boussole d'or, elle est incarnée par Eva Green. Dans la série télévisée His Dark Materials : À la croisée des mondes de 2019, le personnage est interprété par Ruta Gedmintas.

### Ruta Skadi
La reine des sorcières de Laponie et ancienne amante de Lord Asriel.
Dans la série télévisée His Dark Materials : À la croisée des mondes de 2019, le personnage est interprété par Jade Anouka (en).

### Lee Scoresby
Lee Scoresby est un aéronaute texan. Celui-ci pilote un ballon pour emmener Lyra et les Gitans dans le Nord. C'est aussi un ami de longue date de Iorek Byrnison et du clan des sorcières de Serafina Pekkala.
Il se met ensuite à la recherche du chaman Stanislaus Grumman qui se trouve être John Parry, le père de Will Parry disparu lors d'une expédition en Alaska. Il se sacrifie à la fin du second tome pour aider John face à une horde de Moscovites. Son dæmon, Hester, est une hase (femelle du lièvre) de l'Arctique.
Il porte le nom de l'explorateur anglais William Scoresby.
Dans le film À la croisée des mondes : La Boussole d'or, le personnage est incarné par Sam Elliott. Dans la série télévisée His Dark Materials : À la croisée des mondes de 2019, il est interprété par Lin-Manuel Miranda.

### Iofur Raknison
Iofur Raknison est un ours en armure ou Panserbjørne.
Il a, par la ruse, subtilisé le royaume des ours en armure à Iorek Byrnison et il essaie de se comporter comme un homme. Son rêve le plus cher est de posséder un dæmon ainsi que Lyra l'a entendu dire alors qu'elle était dans la penderie de la salle des maîtres à Jordan College. Dans Les Royaumes du Nord, Lyra réussit à se faire passer pour le dæmon de Iorek Byrnison et à obtenir un duel entre les deux ours. Ce duel sera finalement remporté par Iorek Byrnison qui tuera son adversaire et redeviendra roi.
Dans le film À la croisée des mondes : La Boussole d'or, New Line Cinema change son nom en Ragnar Sturlusson, vraisemblablement pour éviter la confusion avec Iorek Byrnison. C'est l'acteur Ian McShane qui lui prête sa voix. Dans la série télévisée His Dark Materials : À la croisée des mondes de 2019, il est doublé par Joi Johannsson.

### Lord Boreal
Il s'agit d'un aristocrate, un vieil homme, richement vêtu, aux cheveux blancs, au dæmon serpent, d'apparence innocente, mais qui se révèle être un homme méchant et manipulateur.
Lyra le rencontre lors de la réception organisée par Marisa Coulter, et lui parle inconsciemment de tout ce qu'elle avait appris sur le Conseil d'Oblation, organisation dirigée par cette dernière.
Dans le second tome, La Tour des anges, Boreal prend l'apparence de Sir Charles Latrom, séjournant dans le monde de Will Parry, le fidèle ami de Lyra, qui vient pour sa part de notre monde. Lyra le revoit dans un musée, et est immédiatement surprise par sa forte odeur d'eau de Cologne. Il lui donne sa carte, puis fait mine de la sauver et s'empare de son précieux aléthiomètre. On apprend que Boreal fut l'un des innombrables amants de Mme Coulter, qu'elle peut manipuler comme s'il était une simple marionnette. Lui aussi recherche le fameux Poignard subtil, celui dont Will est devenu possesseur.
Il meurt finalement, empoisonné par Marisa, dans un monde qui n'est pas le sien, dans le second tome : La Tour des anges.
Dans la série télévisée His Dark Materials : À la croisée des mondes de 2019, le personnage est incarné par Ariyon Bakare.

### Mary Malone
Mary Malone est une ancienne nonne qui a perdu la foi et considère la religion avec mépris. Devenue physicienne, elle étudie la matière sombre, équivalent de la Poussière dans le monde de Lyra.
Lyra rencontre le Dr Mary Malone car elle peut l'aider à en apprendre plus sur la Poussière. Étonnée par les surprenants pouvoirs de l'aléthiomètre, elle accepte de lui montrer le fruit de son travail, un ordinateur appelé « la Caverne », qui permet de communiquer avec les particules vivantes qui composent la Poussière. Lyra réussit à contacter la Poussière qui lui répond de la même façon qu'avec son aléthiomètre et explique à Mary qu'il faut reprogrammer l'ordinateur pour qu'elle puisse communiquer avec la matière sombre.
Mary Malone reçoit la visite de l'homme aux sourcils blancs qui cherche à accéder à Will par l'intermédiaire de Lyra. Elle aide Lyra à s'enfuir et reçoit ensuite la visite de son collègue. Lord Boreal contacte les deux savants (qui sont toujours en attente de subventions pour leurs recherches) et leur propose de l'argent pour qu'ils dirigent leurs recherches vers le contrôle du cerveau. Mary refuse et démissionne. Peu après, elle s'introduit dans son bureau, reprogramme l'ordinateur et entre en contact avec la Poussière (« les anges ») qui l'investit d'une mission : « jouer le rôle du serpent au paradis entre Lyra et Will ». Ils lui ordonnent ensuite de détruire ses recherches, ce qu'elle fait en effaçant toutes les données. Puis elle part à la recherche de la tente où se trouvent des provisions qui doivent lui permettre d'échapper aux spectres de Cittàgazze pour y accomplir sa mission.
Elle découvrira qu'elle a un dæmon, un crave alpin (la forme qu'avait pris Lucifer avant d'entrer dans le Paradis d'Éden).
Dans la série télévisée His Dark Materials : À la croisée des mondes de 2019, le personnage est interprété par Simone Kirby (en).

### John Parry

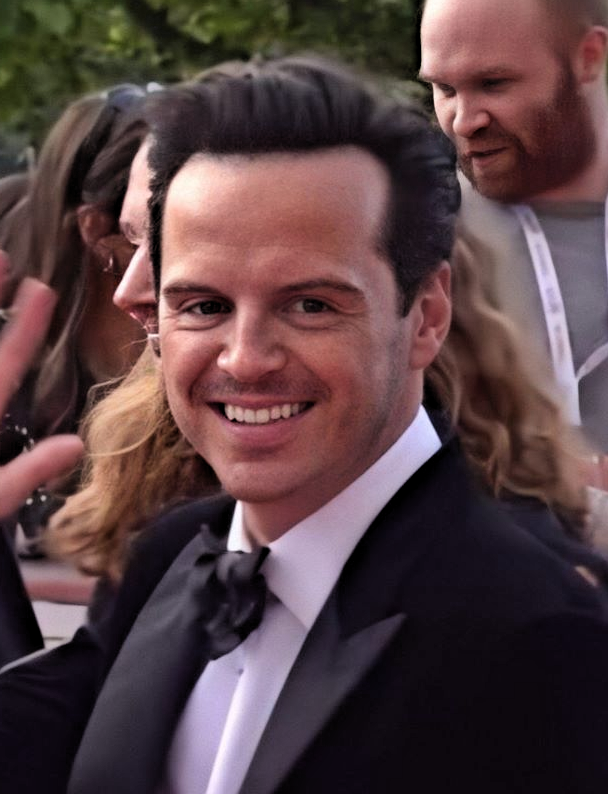
L'acteur Andrew Scott interprète le personnage dans la série télévisée.

John Parry est un explorateur et le père de Will Parry. Lors d'une expédition en Alaska, il quitte accidentellement son monde pour arriver dans celui de Lyra. Il devient chaman dans une tribu de Tartares de Sibérie, sous le nom de Stanislaus Grumman. Son dæmon, Sayan Kotor, est un balbuzard pêcheur.
Un jour, Lee Scoresby vient à sa rencontre pour partir avec lui dans un autre monde. Il y retrouve Will, le soigne et lui explique ce qu'il doit faire du poignard subtil. Quelques minutes après, juste au moment où il reconnaît enfin son fils, il est tué par une sorcière autrefois amoureuse de lui, mais qu'il avait rejetée.
On le retrouve dans le tome 3, dans le monde des morts en tant que fantôme. Il apprend à Lyra et Will qu'un humain ne peut vivre plus de quelques années dans un monde autre que celui où il est né sinon son dæmon finit par tomber malade et meurt. Par la suite, il participe avec d’autres fantômes à la bataille contre l'Autorité en protégeant les dæmons de Lyra et Will des spectres. En effet, seuls les fantômes peuvent les combattre car ils n'ont plus de dæmon.
Dans la série télévisée His Dark Materials : À la croisée des mondes de 2019, le personnage est interprété par Andrew Scott.

### Balthamos et Baruch
Il s'agit de deux anges rebelles sans grade.
Si Balthamos a toujours été un ange, il est révélé que Baruch était autrefois un homme, mais que grâce à Balthamos, il n'a jamais vu le monde des morts ; il est « ce qui était autrefois le fantôme de Baruch ». Balthamos a sauvé Baruch en partageant son cœur avec lui, et les deux anges s'aiment profondément.
Ils iront trouver Will afin que celui-ci les accompagne chez Lord Asriel. Ils ont découvert un secret très important sur l'Autorité et le Régent Métatron et souhaitent en faire part à Asriel. Will aurait alors servi de preuve de leur bonne foi. Cependant celui-ci refuse et part à la recherche de Lyra, capturée par sa mère Marisa Coulter. Les anges décident donc de l'aider dans sa quête jusqu'au moment où ils se font attaquer par le Régent lui-même.
Baruch part alors seul révéler le secret à Lord Asriel. Il mourra juste après lui avoir dit.
Balthamos quant à lui continue à guider Will dans le monde de Lyra, où il lui servira à la fois de faux dæmon et d'interprète. Rongé de douleur par la mort de Baruch, il fuira une fois que Will aura sauvé Lyra. Cependant c'est lui qui tuera le Père Gomez, chargé d’éliminer Lyra avant qu'elle ne cède à la tentation.

### Chevalier Tialys et Lady Salmakia
Ce sont deux espions Gallivespiens, sous les ordres de Lord Roke. Ils avaient pour mission de mener Lyra à son père, Lord Asriel. Mais puisque Lyra voulait se rendre dans le royaume des morts, ils sont forcés de la suivre et de veiller sur elle et sur Will. Malgré leurs disputes, ils deviennent de bons amis des deux enfants. Ils meurent en arrivant dans le monde des Mulefas, après avoir mis Lyra et Will à l'abri. Ils sont armés de dards venimeux et volent sur des libellules. Ils ont la taille de la main d'un enfant et ne vivent pas plus de 10 ans.

### L'Autorité et Métatron
L'Autorité est le premier ange de la Création, et a trompé ses semblables en leur disant que c'est lui qui a créé les univers. Il est aussi vieux que le monde, et a transmis ses pouvoirs à son Régent Métatron.
Métatron est un ange ambitieux et fanatique.